# نباض الأشعة السينية

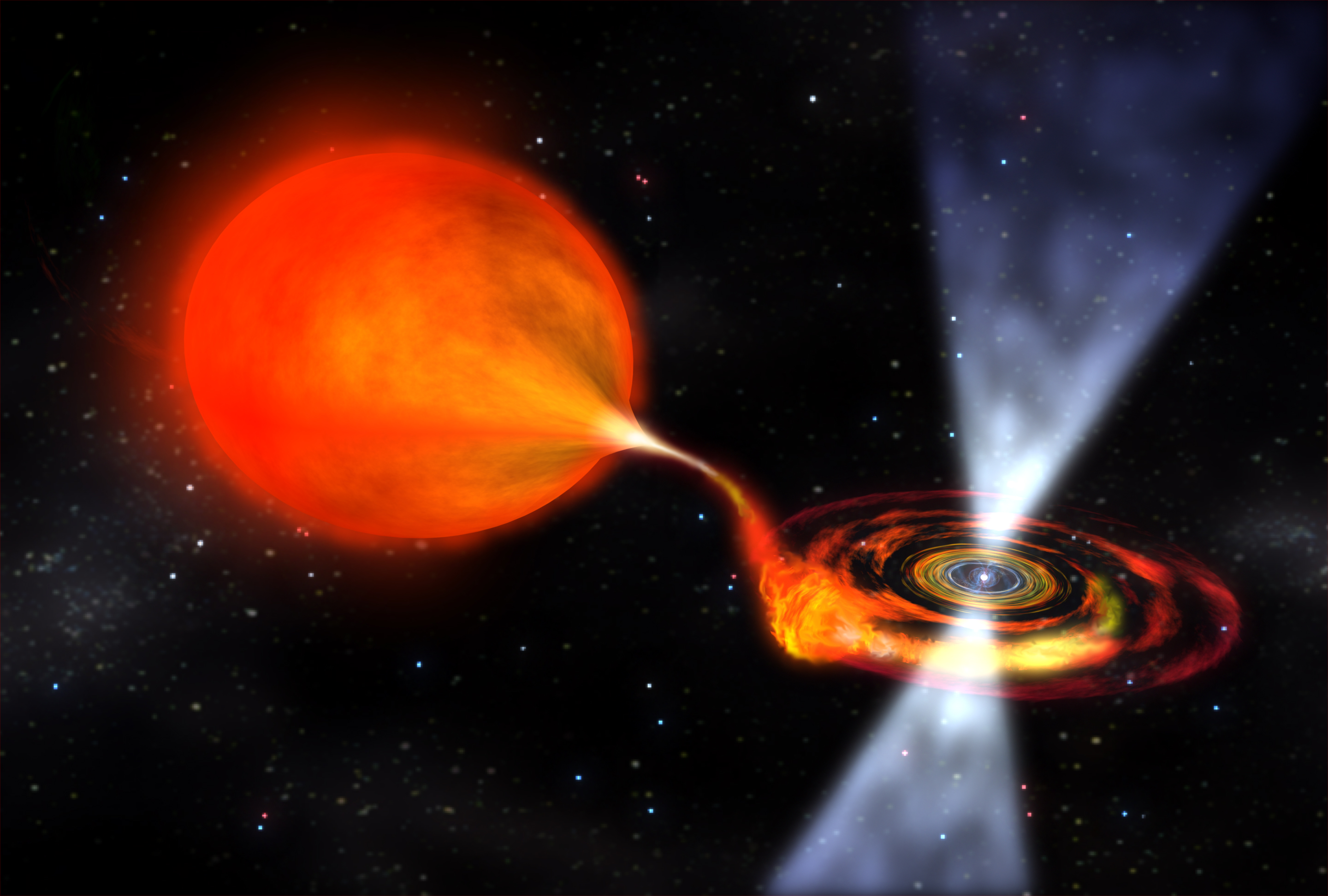

نباض الأشعة السينية هي فئة من الأجسام الفلكية عبارة عن مصادر للأشعة السينية التي تظهر تغيرات دورية منتظمة في شدة الأشعة السينية. وتتراوح فترات الأشعة السينية من اقل من جزء في الثانية لأكبر قدر من عدة دقائق.
نباض الأشعة السينية هو نوع من نظام نجم ثنائي. عبارة عن نجم نيوتروني مغناطيسي في مدار مع رفيق لة عبارة عن نجم عادي .قوة الحقل المغناطيسي على سطح النجم النيوتروني هي عادة حوالي 108 تسلا، أكثر من تريليون مرة أقوى من قوة المجال المغناطيسي المقاس على سطح الأرض

## خصائص
في حالة نباض الأشعة السينية يتراكم الغاز من النجم الرفيق إلى الأقطاب المغناطيسية للنجوم النيوترونية وهذا يشكل بقع ساخنة تنبعث منها أشعة سينية التي تتحرك داخل وخارج مجال الرؤية اثناء دوران النجم النيوتروني مما ينتج عنة نبضات الأشعة السينية المنتظمة.
و تشير التقديرات إلى ان مساحة البقع الساخنة حوالي واحد كيلومتر مربع ويمكن أن يعادل لمعانها عشرة آلاف مرة لمعان الشمس، أو ربما أكثر من ذلك .